# Lasiobelba insulata
Lasiobelba insulata är en kvalsterart som beskrevs av Ohkubo 200. Lasiobelba insulata ingår i släktet Lasiobelba och familjen Oppiidae. Inga underarter finns listade i Catalogue of Life.